# دهستان سیمکان
دهستان سیمکان نام دهستانی در بخش مرکزی شهرستان بوانات، استان فارس در ایران است. براساس سرشماری مرکز آمار ایران در سال ۱۳۸۵، جمعیت آن ۲۰۴۷ نفر (۵۲۲ خانوار) بوده‌است.